# ريغ أباد (محمد أباد كرمان)
ریغ أباد (بالفارسية: ریگ‌آباد) هي قرية تقع في إيران في Mohammadabad Rural District. يقدر عدد سكانها بـ 276 نسمة .